# Kurt Sanmark
Kurt Olof Sanmark, född 22 juli 1927 i Helsingfors, död 14 maj 1990 i Borgå, var en finländsk författare och försäkringstjänsteman.
Sanmark bedrev studier i kemi och matematik. Han var från 1955 i tjänst hos Ömsesidiga försäkringsbolaget Svensk-Finland; biträdande direktör 1982–1987. Han debuterade med den senmodernistiska diktsamlingen Människas ansikte (1952), som följdes av bland annat Vind av stoft (1955) och Blott du (1960). Hans samling OSV (1964) visade förtrogenhet med internationell lyrisk modernism, där söndersprängda dikter, "lettrism", växlade med collage och andra verbala experiment. I sin självbiografiska prosa hade Sanmark ett meditativt, sökande anslag. Existentiella frågeställningar analyserades i Anteckningar, drömmar (1970) och den självutlämnande Dagbok (1976). Sanmark skrev även litteraturkritik i Borgåbladet 1956–1957 och Hufvudstadsbladet 1957–1968. 